# Botina

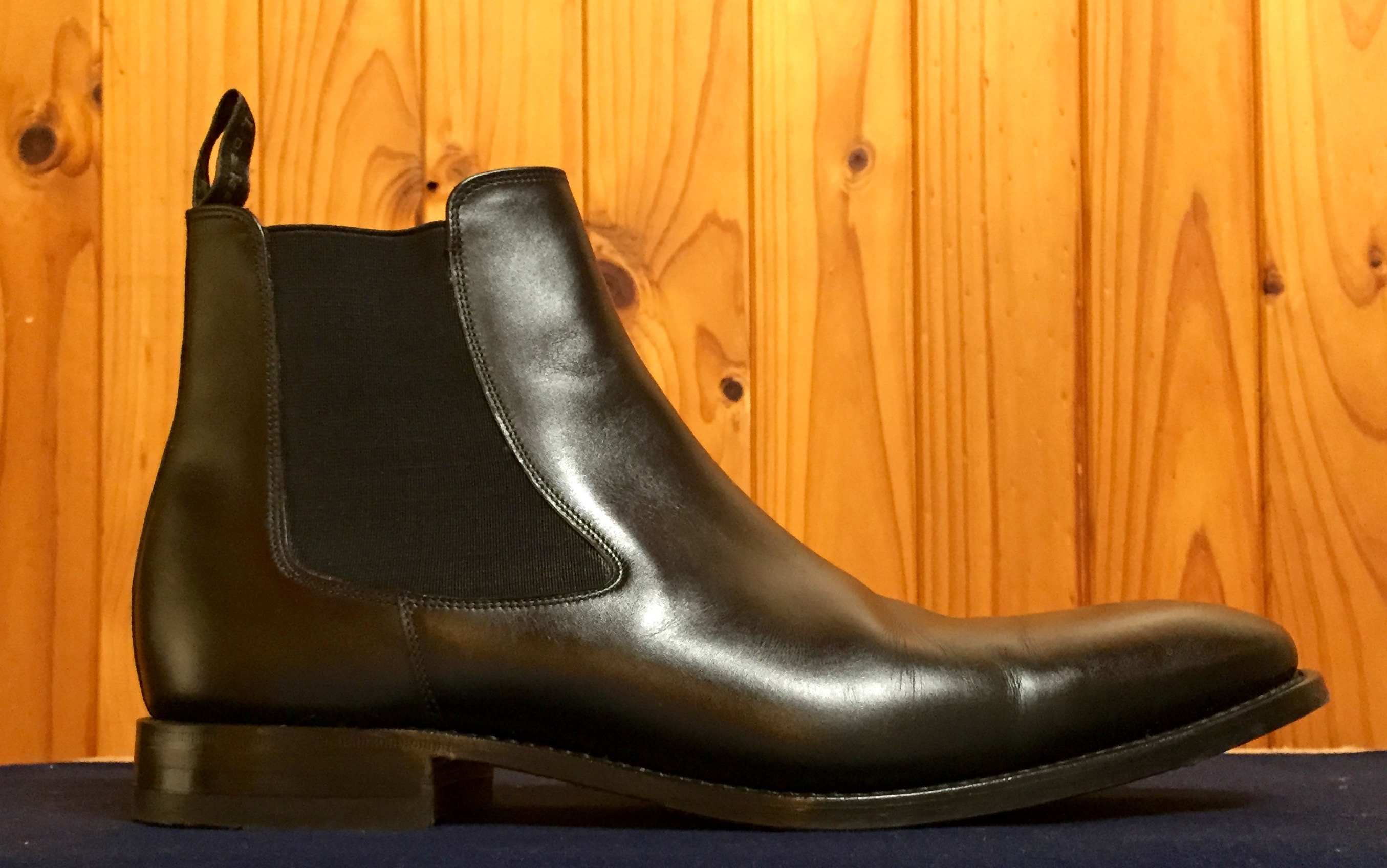
Ejemplo de una botina negra

La botina es un calzado moderno que sube hasta un poco más arriba del tobillo.

## Historia
En el siglo XV se usaba ya una especie de calzado llamado botina, aunque sólo era un botín sin una suela que se acomodaba sobre el zapato. Más semejante a la moderna botina era el calzado que se usó en Francia en tiempos de Enrique II y el botito puesto en moda en el reinado de Luis XIV y en España en primer tercio del siglo XIX, pero la verdadera botina es de uso moderno.
Las primeras construidas eran de tela, después se hicieron de piel de cabra y otras pieles finas, reemplazando a los elásticos para sujetarla al pie con botones, como se llevan en la actualidad.
- El contenido de este artículo incorpora material del tomo 9 de la Enciclopedia Universal Ilustrada Europeo-Americana (Espasa), cuya publicación fue anterior a 1945, por lo que se encuentra en el dominio público.

- Datos: Q1069098
- Multimedia: Chelsea Boots / Q1069098